# Жанаталап (Жуалинський район)
Жанатала́п (каз. Жаңаталап) — село у складі Жуалинського району Жамбильської області Казахстану. Входить до складу Актюбинського сільського округу.
Населення — 778 осіб (2021; 990 у 2009, 787 у 1999, 697 у 1989).